# Louis Delluc
Pour les articles homonymes, voir Delluc.
Ne doit pas être confondu avec Louis Delluc (auteur occitan).
Louis Delluc est un écrivain, dramaturge, scénariste, éditeur, photographe, critique de cinéma et réalisateur français, né le 14 octobre 1890 à Cadouin (Dordogne) et mort le 22 mars 1924 dans le 7e arrondissement de Paris.
Son nom a été donné en 1936 à une distinction cinématographique, le prix Louis-Delluc, qui récompense annuellement le meilleur film français.

## Biographie

### Origines
Louis Jean René Delluc naît le 14 octobre 1890 à Cadouin en Dordogne, de Pierre René Delluc et Anne Pradelle.

### Années de formation
Installé à Paris à partir de 1903, Louis Delluc suit des études classiques au lycée Charlemagne et écrit un premier recueil de poésies en 1906.
En 1908, il s'inscrit au lycée Henri-IV en cours de rhétorique et prépare le concours d'entrée à l'École normale supérieure. Il y rencontre Marcel Jouhandeau et se tourne alors vers le journalisme. 

### Critique de théâtre
Louis Delluc écrit des critiques de pièces de théâtre pour la revue Comœdia et pour Le Courrier de Paris-Province. Il participe à l'occasion à des concours littéraires.
En 1910, il entre au Comœdia Illustré dont il devient ensuite le secrétaire de rédaction. Il participe régulièrement à la Revue française politique et littéraire dont le format lui permet d'approfondir ses premières réflexions sur le monde du théâtre, ainsi qu'à Le Monde et le théâtre et à Gil Blas.

### Écrivain
Louis Delluc écrit du théâtre en vers, des comédies fantaisistes, des romans, des poèmes et des chansons et il dessine à l'occasion des caricatures. Il s'intéresse de près à la mise en scène et au cinéma.
Il confie à l'occasion l'interprétation de son œuvre à des amis proches comme Georges Pitoëff rencontré à Paris et qui crée depuis Genève, en prévision de tournées françaises à venir, plusieurs œuvres de Delluc. Il est également très proche de l'acteur Édouard de Max - dit « M. de Max » — à qui il confie de nombreux textes et créations, et au sujet duquel il écrira plusieurs articles. Il publiera notamment ses confidences, Chez de Max, en 1918.
En 1914, Jean Hervé lui présente l'actrice Ève Francis qui va lui faire découvrir le cinéma américain et qui deviendra son épouse en 1918.

### Critique de films
En 1917, Louis Delluc intègre la revue Le Film créée par Diamant-Berger en tant que rédacteur en chef et publie très régulièrement dans des journaux comme Le Siècle, L'Action ou L'Événement des critiques cinématographiques, ainsi que des analyses dans des revues spécialisées qu'il édite avec son ami Arcady Roumanoff au 10 rue de l'Élysée, comme Le Journal du Ciné-club ou Cinéa. Il continue à écrire des pièces et des romans et rédige plusieurs ouvrages majeurs d'analyse du Cinéma.
Avec son ami d'enfance Léon Moussinac, il est l'un des premiers critiques indépendants et théoriciens du cinéma en France.
Il généralise le principe du ciné-club cher à Edmond Benoît-Lévy.
L'intérêt que Louis Delluc porte au Cinéma n'est pas restrictif : s'il s'interroge avant tout sur la transposition au cinéma des contraintes de la mise en scène de théâtre, il n'en apprécie pas moins les innovations techniques - les effets spéciaux, les prises de vues macroscopiques, les images accélérées - ou les aspects documentaires, pédagogiques et naturalistes.
Sans forcément les opposer, il compare souvent les productions cinématographiques française et américaine. Il juge le cinéma français léger, récréatif et il souhaite qu'il se façonne une identité propre en limitant le texte et la gestuelle à l'essentiel, en cherchant à conserver la maîtrise de la composition de l'image, etc.

### Réalisateur
À partir de 1920, Louis Delluc met en pratique ses analyses et écrit et réalise sept films innovants. La presse le qualifie de cinégraphe, parfois d'écraniste, ce à quoi il rétorque "cinéaste". Deux de ses films ont particulièrement marqué l'histoire du cinéma français : Fièvre, réalisé en 1921, et La Femme de nulle part qu'il réalise en 1922.
Il fonde en février 1920 la société de production Parisia-Film dont il devient le directeur artistique, rapidement transformée en société de production Films Louis Delluc, puis en la Société d’Éditions Cinématographiques Alhambra-Film créée en juin 1921.
Très attaché à son ex-épouse Ève Francis, il continue de lui dédier la majeure partie de son œuvre et compose pour elle son dernier film en 1923, L'Inondation.

### Vie privée
Louis Delluc épouse l'actrice Ève Francis le 21 janvier 1918. Ils se séparent au cours de l'été 1922.

### Mauvaise santé et mort
Lors du tournage en extérieur de L’Inondation en 1923, dans la vallée du Rhône et dans des conditions climatiques très mauvaises, il aggrave la tuberculose dont il souffre depuis l'adolescence.
Au début de l'année suivante, de retour d'Hendaye, il est atteint d'une pneumonie et succombe en quelques semaines — le 22 mars 1924 au 5, rue de Beaune dans le 7e arrondissement de Paris — à une phtisie galopante alors qu’il n’est âgé que de 33 ans.
Il est inhumé au cimetière parisien de Bagneux (Hauts-de-Seine). Ses amis le décrivent tourmenté à la fin de sa vie et Abel Gance lui rend un dernier hommage dans une courte nécrologie intitulée A la mémoire de mon ami Louis Delluc.
L'Inondation est présenté pour la première fois au public la semaine suivante au cours d'une projection commémorative qui est organisée au Colisée.

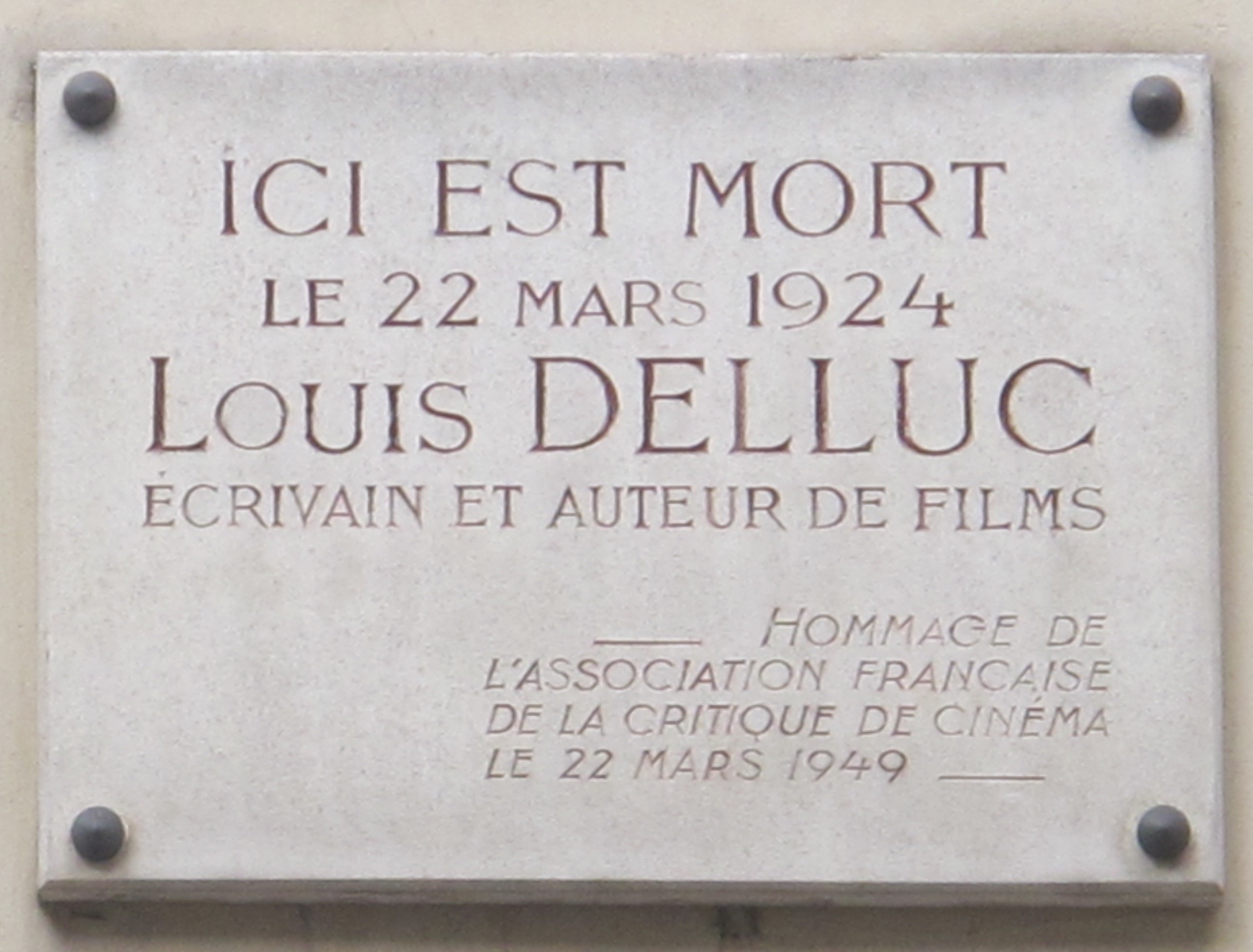
Plaque no 5 rue de Beaune (7e arrondissement de Paris).

Au no 5 rue de Beaune (7e arrondissement de Paris) où il habitait, une plaque a été apposée.
Le travail de Louis Delluc, résolument prospectif et constitué autant d'œuvres cinématographiques que d'écrits théoriques, constitue un corpus cohérent qui propose une vision pragmatique du cinéma, partagée avec une nouvelle génération de réalisateurs avant-gardistes qui vont incarner le cinéma des années 1920 et où l'on trouve entre autres Abel Gance, Germaine Dulac, Marcel L'Herbier, Jean Epstein ou encore René Clair, sous le nom de la première avant-garde.

## Filmographie partielle
Louis Delluc considère que La Femme de nulle part est son premier vrai film.

### Comme scénariste
- 1920 : La Fête espagnole de Germaine Dulac[27], adapté du roman Le Train sans yeux

### Comme réalisateur
- 1920 : Le Silence (court métrage), premier essai[28]
- 1920 : Fumée noire, mise en scène de René Coiffard[29]
- 1920 : Le Chemin d'Ernoa ou L'Américain, mise en scène de René Coiffard[30]
- 1921 : Fièvre, censuré à sa sortie en mai sous le nom La Boue[31]
- 1921 : Le Tonnerre
- 1922 : La Femme de nulle part
- 1924 : L'Inondation

### Comme acteur
- 1921 : Prométhée... banquier de Marcel L'Herbier

### Projets
- 1916 : Le Train sans yeux, scénario non tourné dont Louis Delluc tirera le roman du même nom[32].
- 1921 : Paris[33], fresque (non-tournée ?).
- 1921 : Série de bandes comiques, avec Foottit[34],[35].
- 1924 : Nachalo, d'après la pièce en trois actes d'André Salmon et René Saunier créée au théâtre des Arts en 1921[36],[37], qu'il adapte dans le courant de l'année 1923[38], prévue à la suite de L'Inondation par contrat avec Cinegraphic.
- 1924 : Choc en retour, d'après un texte de Pierre Mac Orlan[39].
- 1924 : Un Homme à la mer, d'après François Duhourcau.
- 1924 : Un fou, d'après sa pièce Histoire d'un fou ou bien d'après le roman Un fou de 1895 d’Hélène de Monbart sous son pseudonyme de Hans Von Kahlenberg.

## Théâtre
- 1911 : Comme la plume au vent, conte rimé, créé le 10 juin au théâtre sous-bois de Marnes-la-Coquette[40]
- 1911 : Aux parisiennes, prologue récité au théâtre de verdure du pré Catelan[41].
- 1911 : Francesca, pièce en vers en trois actes, adaptée de Comme la plume au vent[42] et créée le 6 juillet au théâtre de verdure du pré Catelan[43].
- 1911 : Lazare le ressuscité, pièce en vers en un acte, écrite pour Édouard de Max[44] et qui ne sera mise en scène qu'en 1920[45], avec l’actrice Ève Francis dans le rôle de Lazare[46]
- 1911 : Le Geste, pièce en trois actes, réécrite et mise en scène après la mort de Louis Delluc par Maurice Donnay et Henri Duvernois les 26, 27 et 29 septembre 1924 au théâtre de la Renaissance[47] ; la pièce est jouée à la radio en juin 1933 au Poste parisien[48]
- 1911 : La Débutante
- 1911 : L'Homme de peine et la fille de joie, créé en août au théâtre de la Renaissance par Abel Tarride
- 1913 : La petite sera tragédienne, pièce montée au palais du Trocadéro à l'occasion d'un gala de bienfaisance, le 31 mai[49]
- 1913 : La Frangine, chanson co-écrite avec Léo Daniderff et créée au théâtre de la Gaîté-Rochechouart en juin par Gaby Montbreuse[50]
- 1914 : La Route, poésie dramatique, pièce en un acte adaptée du livret de 1910 et créée le 7 mai au théâtre Villiers[51]
- 1916 : Tout avance !, monté avec Albert Willemetz au théâtre des Variétés sous la direction de René Danancier[52]
- 1916 : Edith Cavell, martyre, pièce en trois actes, refusée par le théâtre Antoine par peur de la censure[53] et montée à Florence par Lyda Borelli en juin 1916[54],[55].
- 1917 : La Semelle de ses souliers, pièce annoncée initialement au Gymnase, puis aux Bouffes-Parisiens[56] .
- 1917 : La princesse qui ne sourit plus, ballet parlé, présenté le 27 juin[57] à l'opéra Garnier avec Ève Francis[58]
- 1917 : Le Cobzar, pièce en un acte créée le 27 juin et jouée lors d'une matinée de bienfaisance au bénéfice de la Roumanie, en compagnie de son ami Édouard de Max dont c'est la patrie de naissance[59]
- 1918 : Pomme se marie
- 1918 : Le Filon, confié à une complète ré-écriture à André Mouëzy-Éon par Gustave Quinson[60],[61] qui en achète les droits
- 1919 : Ma femme danseuse, comédie en trois actes créée par la troupe du théâtre Pitoëff à Genève et Lausanne[62]
- 1919 : Le temps est un songe
- L'Homme-orchestre
- Histoire d'un Fou
- La Vivante
- Un mariage à Marseille
- Trois Enfants dans une étoile
- Lapin et Zoiseau

## Publications
- Chansons du jeune temps", poèmes, (œuvre d'adolescence écrite en 1906[28]), Impr. St-Gervais, 1908[63].
- Les idées au Théâtre ou Le théâtre, feuillets, 1909 et 1910[64]
- La route, livret, poème dramatique en prose, 1910[65]
- L'Armoire aux Masques, galerie de portraits d'artistes[66]
- (Poèmes publiés) La Ronde d'Eté (1912), Rustique (1912), Montmartre[67] (1913), Le Miroir[68] (1914)
- Chanson de route d'un qui n'est pas parti, criée, à la suite de sa réforme de l'armée, par M. De Max lors d'une matinée à la Croix-Rouge, ainsi que par Mounet-Sully
- Monsieur de Berlin, roman, Fasquelle, 1916
- La guerre est morte, roman écrit en 1915[69], L'édition, 1917 - rééd. 1952
- Les Alexandrins fastueux, 1918[70]
- Chez de Max, L'édition, 1918
- Le Train sans yeux, roman, G. Crès, 1919
- Cinéma et Cie (Écrits cinématographiques II), B. Grasset, 1919
- Drames de cinéma (Écrits cinématographiques III)[71]
- La Danse du scalp, roman, B. Grasset, 1919, paru en feuilleton dans l'Humanité, septembre
- Les Douze Chevaux du Cirque Page, nouvelle, Comoedia Illustré, 5 décembre 1919
- Photogénie, de Brunoff, 1920
- Charlot, de Brunoff, 1921, consacré à Charles Chaplin
- Les Cinéastes[71]
- La Jungle du cinéma, La Sirène, 1921
- Les Secrets du confessionnal, roman, Éditions du monde moderne, septembre 1922, sorti initialement en février 1922 sous le titre Pia Solar
- L'Homme des bars, La pensée française, 1923
- Le Dernier Sourire de tête brûlée, Éditions du monde moderne, 1928
- Le Roman de la manucure, Éditions des Portiques, 1931
- Écrits cinématographiques, Cinémathèque française, vol. I à III, 1985-1990 (vol. I: compilation d'articles et de chroniques, vol. II: texte original de Cinéma et Cie, vol. III: texte original de Drames de cinéma)
- La Vie et les Aventures de Douglas Fairbanks (inachevé), roman co-écrit avec Robert Florey[72], 1923

## Edition Delluc-Roumanoff
- Cinéa 1921
- Le journal du Ciné-club

## Postérité
- Le prix Louis-Delluc est une récompense cinématographique française qui est décernée depuis 1936 et nommée en hommage à l'écrivain et réalisateur .
- En 1999 a été créé un prix Louis-Delluc du premier film.

- Créé en 1998 sur sa commune d'origine, le cinéma municipal du Buisson de Cadouin est nommé le Louis Delluc en son hommage. Il a une des meilleures fréquentations des cinémas Art et Essai en milieu rural français.

- Son neveu, le préhistorien Gilles Delluc, lui a consacré une biographie : Louis Delluc, l'éveilleur du cinéma français, parue en 2003.

- Le coffret des films de Louis Delluc, restaurés, a enfin été publié en mars 2016 par les Documents cinématographique, Paris. Il contient 3 DVD présentant les 4 films conservés (Fièvre, la Femme de nulle part, le Chemin d'Ernoa, l'Inondation) et un bonus copieux et passionnant.